# Peperomia subemarginata
Peperomia subemarginata är en pepparväxtart som beskrevs av Truman George Yuncker. Peperomia subemarginata ingår i släktet peperomior, och familjen pepparväxter. Inga underarter finns listade i Catalogue of Life.